# Kimball (Nebraska)
Kimball é uma cidade localizada no estado americano de Nebraska, no Condado de Kimball.

## Demografia
Segundo o censo americano de 2000, a sua população era de 2559 habitantes.
Em 2006, foi estimada uma população de 2299, um decréscimo de 260 (-10.2%).

## Geografia
De acordo com o United States Census Bureau, a localidade tem uma área de 4,0 km², sem área coberta por água. Kimball localiza-se a aproximadamente 1438 m acima do nível do mar.

## Localidades na vizinhança
O diagrama seguinte representa as localidades num raio de 36 km ao redor de Kimball.